# Église des Quarante-Martyrs (Veliko Tarnovo)
Pour les articles homonymes, voir Église des Quarante-Martyrs.
L'église des Quarante-Martyrs (en bulgare : Църква „Свети Четиридесет мъченици“) est une église orthodoxe de Veliko Tarnovo, en Bulgarie.